# Elivélton
Elivélton Alves Rufino, ismert nevén Elivélton (Serrania, 1971. július 31. –), brazil labdarúgó-középpályás.

## Pályafutása

### A válogatottban
1991. október 30-án mutatkozott be a brazil válogatottban a Jugoszlávia elleni mérkőzésen. 1993-ban meghívták az Copa Américára, ahol két mérkőzésen lépett pályára: Chile és Peru ellen. Utolsó mérkőzését a válogatottban Mexikó ellen játszotta 1993. augusztus 8-án. Összesen 13 találkozón szerepelt a nemzeti csapatban.